# Shamva
Shamva – miasto w Zimbabwe, w prowincji Maszona Środkowa, w dystrykcie Shamva.